# اچ‌ام‌اس گنگ (۱۸۲۱)
اچ‌ام‌اس گنگ (۱۸۲۱) (به انگلیسی: HMS Ganges (1821)) یک کشتی بود که طول آن ۱۹۳ فوت ۱۰ اینچ (۵۹٫۰۸ متر) بود. این کشتی در سال ۱۸۲۱ ساخته شد.